# Damian Ludwig
Damian Ludwig (* 26. Januar 1804 in Aschaffenburg; † 8. November 1871 in Karlsruhe) war ein badischer General der Infanterie und Kriegsminister.

## Leben
Der Sohn eines Geheimen Rats gehörte der katholischen Kirche an. Er wurde 1820 Sekondeleutnant bei der Artillerie und nach Gründung der Artillerieschule für Offiziere und Unteroffiziere als Lehrer verwendet. 1834 wurde er zum Hauptmann und Batterie-Kommandeur befördert. Wegen seiner umfassenden Kenntnisse auf dem Gebiet des Artilleriewesens wurde er Lehrer in der höheren Offiziersschule. 1846 erfolgte seine Beförderung zum Major.
1849 wurde Ludwig zum Vorstand der Militär-Studien-Kommission ernannt und 1850 zum Oberstleutnant und Kommandeur der Artillerie-Brigade befördert. Für kurze Zeit war er Kommandeur der Bundesfestung Rastatt. Im Jahre 1851 wurde Ludwig zum Oberst befördert. Von 1851 bis 1854 gehörte er als ein vom Großherzog ernanntes Mitglied der Ersten Kammer der Badischen Ständeversammlung an.
1854 übernahm Ludwig als Generalmajor das Präsidium des badischen Kriegsministeriums. Als solcher gehörte er nacheinander bis 1868 den Regierungen Rüdt, Stengel, Stabel und Mathy an.
Während seiner Zeit als Kriegsminister sind bei der Badischen Armee folgende Änderungen in der Organisation und Ausrüstung vorgenommen worden: 1857 wurde bei der Infanterie ein Füsilier-Bataillon errichtet, welches 1861 mit einem weiteren neu aufgestellten Bataillon zum neuen 5. Infanterieregiment zusammengefasst wurde. 1861 wurde das Jägerbataillon auf sechs Kompanien erweitert und 1864 die Artillerie in ein Feld-Artillerie-Regiment und ein Festungs-Artillerie-Bataillon geteilt.
Nach der Beteiligung des Großherzogtums Baden auf Seiten der Verlierer des Deutschen Kriegs und dem Abschluss des Prager Friedensvertrags von 1866 traten bei der badischen Armee nachhaltige Veränderungen im Sinne der preußischen Heeresorganisation ein. Es erschien in der Person des Gustav Friedrich von Beyer ein preußischer Militärbevollmächtigter in Karlsruhe, welcher die Stellung des bisherigen Kriegsministers Ludwig zunehmend untergrub. Anlässlich der Neubildung der Regierung Jolly im Februar 1868 wurde Ludwig pensioniert.